# Casa Stephen Van Rensselar
La Casa Stephen Van Rensselar  es una casa histórica ubicada en Nueva York, Nueva York. La Casa Stephen Van Rensselar se encuentra inscrita como un Hito Histórico Neoyorquino en la Comisión para la Preservación de Monumentos Históricos de Nueva York al igual que en el Registro Nacional de Lugares Históricos desde el 16 de junio de 1983.  

## Ubicación
La Casa Stephen Van Rensselar se encuentra dentro del condado de Nueva York en las coordenadas 40°43′08″N 73°59′53″O / 40.718889, -73.998056.